# Great Island, Falklandssundet
Great Island är en ö i territoriet Falklandsöarna (Storbritannien). Den ligger i den sydvästra delen av ögruppen, 130 km väster om huvudstaden Stanley.